# Castel San Pietro Romano
Castel San Pietro Romano település Olaszországban, Lazio régióban, Róma megyében. Lakosainak száma 846 fő (2023. január 1.). Castel San Pietro Romano Capranica Prenestina, Cave, Palestrina, Poli, Rocca di Cave és Róma községekkel határos.

## Népesség
A település lakossága az elmúlt években az alábbi módon változott:
| Lakosok száma | 886  | 876  | 846  |
|               | 2017 | 2018 | 2023 |